# Clássica de Pascua
A Clássica de Pascua é uma prova ciclista de um dia amador espanhola, que se disputa na cidade de Padrón e seus arredores, na segunda-feira de Páscoa. Está organizado pelo Clube Ciclista Padronês. Faz parte do calendário nacional da Real Federação Espanhola de Ciclismo.

## Palmarés
| Ano  | Ganhador                | Segundo              | Terceiro              |
| ---- | ----------------------- | -------------------- | --------------------- |
| 2007 | Jaume Rovira            | Carlos Oyarzún       | Javier Alonso         |
| 2008 | Joni Brandão            | Bruno Saraiva        | Luis Moreira          |
| 2009 | Jorge Martín Montenegro | José Antonio Cerezo  | Sergio Carrasco       |
| 2010 | Ángel Vallejo           | David Navarro        | José Antonio Cerezo   |
| 2011 | David Abal              | Luís Afonso          | Raúl García de Mateos |
| 2012 | Leonel Coutinho         | José Luis Mariño     | Aser Estévez          |
| 2013 | Leonel Coutinho         | Bruno Sardinha       | Daniel Freitas        |
| 2014 | Pedro Merino            | David Rañó           | Adolfo Vicente        |
| 2015 | Renato Macedo           | Pedro Merino         | Javier Sardá          |
| 2016 | Pedro Gregori           | Luís Gomes           | Fábio Mansilhas       |
| 2017 | Pedro Merino            | Javier Cantero       | José Luis Mariño      |
| 2018 | Raúl García de Mateos   | Guillaume De Almeida | Martín Lestido        |
| 2019 | Martín Lestido          | Thomas Armstrong     | Raúl García de Mateos |

## Palmarés por países
| País      | Vitórias |
| --------- | -------- |
| Espanha   | 8        |
| Portugal  | 4        |
| Argentina | 1        |